# Polycera melanosticta
Polycera melanosticta is een slakkensoort uit de familie van de Polyceridae. De wetenschappelijke naam van de soort is voor het eerst geldig gepubliceerd in 1996 door Miller.